# Мишоксия гладкая
Мишо́ксия гла́дкая (лат. Michauxia laevigata) — вид цветковых растений рода Мишоксия (Michauxia) семейства Колокольчиковые (Campanulaceae).

## Ботаническое описание
Двулетнее травянистое растение с толстым, вертикальным веретеновидным корнем, у шейки достигающим 3 см в диаметре. Стебель высокий (до 1 м высотой), прямой, круглый в поперечном сечении, гладкий, неопушённый, сизовато-белого цвета, содержит много млечного сока.
Листья зеленовато-сизые, с щетинистым опушением, толстоватые, но хрупкие. Прикорневые листья с черешками, равными по длине листовой пластинке, яйцевидно-продолговатые, лировидные, 15—20 см длиной и 5—7 см шириной. Стеблевые листья сидячие, продолговато-ланцетной формы, часто с ушкообразными лопастями внизу листовых пластинок, пильчато-зубчатые, плотно прилегают к стеблю, но по направлению к вершине стебля их длина постепенно уменьшается.
Цветки с короткими цветоножками. Чашечка обратноконическая с отклонёнными яйцевидно-ланцетными чашелистиками. Венчик 8-раздельный, белый, снаружи голый, внутри чуть опушённый. Цветение с июля по август.

## Хозяйственное значение и применение
Иногда выращивается как декоративное растение. Применяется в народной медицине, например, для лечения энуреза.

## Синонимика
- Michauxia laevigata var. setosa Wettst.
- Mindium laevigatum (Vent.) Rech.f. & Schiman-Czeika[2]